# Spouwanker
Een spouwanker is een onderdeel van een spouwmuur.
Spouwankers worden op bepaalde regelmatige afstanden aangebracht om het buiten- en binnenblad van een spouwmuur met elkaar te verbinden, zodat een stabiele constructie ontstaat. Spouwankers worden gemaakt van verzinkt staaldraad of roestvast staal en worden in de voeg van de binnenmuur gelegd, waarna de isolatie er op wordt geprikt en met een kunststof isolatieschotel wordt vastgezet. Vervolgens wordt de buitenmuur opgemetseld, waarbij de achterzijde van het spouwanker in de voeg van de buitenmuur wordt gelegd.
Voor de grip zijn de uiteinden van een spouwanker meestal van ribbels of een schroefdraad voorzien, ofwel haaks omgebogen.
De afstand tussen binnen- en buitenblad bepaalt de dikte van het anker en het aantal ankers per vierkante meter. Door hogere isolatie-eisen wordt het isolatiepakket steeds dikker en groeit de spouwbreedte mee. Een ongeïsoleerde spouw is 40 tot 50 mm breed, een geïsoleerde spouw 40 tot 50 mm plus de dikte van de isolatie. Zie energieprestatiecoëfficiënt en warmte-isolatie. 
Indien een muur wordt vervaardigd van lijmblokken wordt een ander type spouwanker toegepast dat platte uiteinden heeft. Dit is nodig omdat de voegen van gelijmde muren dunner zijn.
Het slagspouwanker en het boorspouwanker worden gebruikt bij renovaties waarbij de spouwankers vernieuwd moeten worden. Dan hoeft de muur niet te worden afgebroken.